# Hounsfield-Skala

CT-Aufnahme eines Kopfes. Die Graustufen repräsentieren CT-Zahlen zwischen −5 und 75 HU. Kleinere CT-Zahlen werden schwarz dargestellt, größere weiß.

Mit der Hounsfield-Skala wird in der Computertomographie (CT) die Abschwächung von Röntgenstrahlung in Gewebe beschrieben und in Graustufenbildern dargestellt. Die Werte können Gewebearten zugeordnet und pathologische Abweichungen erkannt werden. Die zugrundeliegende Gewebeeigenschaft wird oft auch physikalisch ungenau als (Röntgen)dichte bezeichnet.

## Hintergrund
Die CT-Zahl oder der CT-Wert wird in Hounsfield-Einheiten (HE) oder Hounsfield units (HU) auf der Hounsfield-Skala angegeben, die der englische Elektrotechniker Godfrey Hounsfield (1919–2004) vorgeschlagen hat. Die CT-Zahl lehnt sich an den linearen Schwächungskoeffizienten {\displaystyle \mu } an, der beschreibt, wie monochromatische Röntgenstrahlung beim Durchdringen von Materie entlang des durchstrahlten Wegs abgeschwächt wird, ist jedoch nicht damit identisch.
Beim Auftreffen der beschleunigten Elektronen auf dem Anodenteller der Röntgenröhre wird Bremsstrahlung erzeugt. Die Elektronen werden in unterschiedlicher Tiefe der Telleroberfläche abgebremst, so dass keine monochromatische Röntgenstrahlung, sondern ein elektromagnetisches Spektrum entsteht. Die gemessenen Schwächungswerte beziehen sich somit auf dieses Spektrum. Die im Spektrum auftretende maximale Photonenenergie ist gleich der Beschleunigungsspannung der Röhre, also der Spannung, die zwischen Kathode und Anode anliegt. Röntgenröhren haben auch bauartbedingt unterschiedliche Strahlenqualitäten. Diese werden durch geräte- und herstellerspezifisch unterschiedliche Vorfilterungen verändert, indem durch die Vorfilterung niederenergetische Anteile des Spektrums entfernt werden, da diese in erster Linie die Strahlenbelastung des Patienten erhöhen, aber wenig bis gar nicht zur Bildgebung beitragen.
In der medizinischen Anwendung der Computertomographie wird mit Röhrenspannungen zwischen 70 und 150 kV gearbeitet. Durch die Normierung auf die Schwächungskoeffizienten von Wasser und Luft wird die CT-Zahl näherungsweise unabhängig vom Spektrum der eingesetzten Röntgenstrahlung. So bleiben die Bildergebnisse trotz variierender Strahlenqualitäten vergleichbar. Da die Hounsfield-Skala jedoch lediglich über eine Zwei-Punkt-Kalibrierung definiert ist, ist sie nicht vollkommen frei vom Einfluss wechselnder Strahlenqualitäten. Wird mit niedrigen Röhrenspannungen gearbeitet, werden für Knochen und Kontrastmittel höhere CT-Zahlen ermittelt als bei höherer Röhrenspannung.

## Definition
Mit dem Schwächungskoeffizienten des betrachteten Gewebes {\displaystyle \mu _{\text{Gewebe}}} und von Wasser {\displaystyle \mu _{\text{Wasser}}} sowie von Luft {\displaystyle \mu _{\text{Luft}}}  wird die CT-Zahl definiert als:
{\displaystyle {[{\text{CT-Zahl}}]\left(\mu _{\text{Gewebe}}\right)}:={\frac {\mu _{\text{Gewebe}}-\mu _{\text{Wasser}}}{\mu _{\text{Wasser}}-\mu _{\text{Luft}}}}\cdot 1000\,\mathrm {HU} }
Die Skala ist theoretisch nach oben offen. In der Praxis hat sich der Bereich von −1024 HU bis 3071 HU durchgesetzt; diese 4096 Graustufen können mit einer zwölfstelligen Binärzahl dargestellt werden (212 = 4096). Metalle können jedoch noch stärkere Absorption, bis hin zur Totalabsorption (die sich dann nicht darstellen lässt) bewirken. Da auf der Skala messtechnisch deutlich mehr Schwächungswerte klar getrennt werden als das menschliche Auge auf einer Graustufenskala unterscheiden kann, wird im Bild durch Fensterung immer nur der Teil der Hounsfieldskala eingeblendet, der zu untersuchende Bildinhalte darstellt.

## Beispiele
Aus der Definition ergibt sich die CT-Zahl unterschiedlicher Stoffe und Gewebe:
- Luft absorbiert Röntgenstrahlung nahezu gar nicht und hat definitionsgemäß eine CT-Zahl von −1000 HU.
- Wasser hat gemäß der Definition 0 HU.
- Fettgewebe absorbiert Röntgenstrahlung etwas weniger als Wasser und hat ca. −100 HU.
- Kontrastmittel hat, je nach Art und Konzentration, Werte zwischen 100 und 300.
- Knochen haben, je nach Dichte, Werte von 500 bis 1500 HU.

## Zwei-Spektren-CT (= Dual-Energy CT)
Durch die Messung einer Schicht mit zwei verschiedenen Röntgenspektren, der sogenannten „Zwei-Spektren-CT“, die auch „Dual-Energy CT“ (kurz DECT) genannt wird, lassen sich die CT-Zahlen der Hounsfield-Skala in Werte umrechnen, die denen beim Einsatz monochromatischer Röntgenstrahlung ähneln (pseudo-monochromatische Bildgebung). Die Bilder sind frei von Bildartefakten, wie sie durch Strahlaufhärtung beim Durchgang durch den Patienten entstehen. Mit Hilfe der Zwei-Spektren-CT können die Materialdichte, in der klinischen Anwendung insbesondere die Kalk- und Weichteilgewebsdichte, sowie die effektive Ordnungszahl des Gewebes ermittelt werden.
Klinisch relevant ist insbesondere die Möglichkeit, mit Hilfe der Zwei-Spektren-CT frische Blutungen von alten Kalk-Einlagerungen zu unterscheiden sowie das verwendete Kontrastmittel aus dem Bild herauszurechnen oder gesondert darzustellen. Ebenso kann eine Knochendichtemessung durchgeführt werden.